# Marie-Michèle Gagnon
Marie-Michèle Gagnon, född 25 april 1989 i Lévis i Québec, är en kanadensisk alpin skidåkare. Hon tävlar främst i slalom och i storslalom. Hon debuterade i världscupen den 13 december 2008 i slalom, men kvalificerade sig inte till det andra åket.
Gagnon tog sin första världscupseger i karriären när hon vann superkombinationen i Altenmarkt-Zauchensee den 12 januari 2014.

## Världscupsegrar (1)
| Datum           | Plats                 | Land      | Disciplin        |
| --------------- | --------------------- | --------- | ---------------- |
| 12 januari 2014 | Altenmarkt-Zauchensee | Österrike | Superkombination |